# Петар Ракићевић
Петар Ракићевић (Прокупље, 4. јун 1995) је српски кошаркаш. Игра на позицијама бека и крила, а тренутно наступа за Војводину.

## Биографија
Ракићевић је сениорску каријеру започео 2012. године у дресу Младости из Чачка. Лета 2014. је потписао за ваљевски Металац и са њима провео наредне две сезоне. Дана 5. октобра 2016. потписао је трогодишњи уговор са Црвеном звездом. Био је део састава црвено-белих који је у сезони 2016/17. комплетирао триплу круну освајањем оба национална такмичења и регионалне Јадранске лиге. Средином септембра 2017. прослеђен је на позајмицу ФМП-у. У дресу ФМП-а је одиграо само 3 званичне утакмице, а потом је раскинуо уговор са Звездом. Дана 15. новембра 2017. потписао је двогодишњи уговор са Динамиком. У октобру 2019. постаје играч Крке, али већ децембра исте године напушта клуб. Почетком 2020. потписује за литванску Дзукију до краја сезоне. Од сезоне 2020/21. наступа за Војводину.
Са младом репрезентацијом Србије освојио је злато на Европском првенству 2015. године.

## Успеси

### Клупски
- Црвена звезда:
  - Првенство Србије (1): 2016/17.
  - Јадранска лига (1): 2016/17.
  - Куп Радивоја Кораћа (1): 2017.

### Репрезентативни
- Европско првенство до 20 година:  2015.